# Glitz*
Glitz* foi um canal de televisão a cabo na América Latina, que foi lançado em 1º de maio de 2011, substituindo a versão local do FashionTV, após o acordo de licença entre o canal francês e a Turner Broadcasting System (subsidiária da Time Warner).[carece de fontes?] Exibe em sua programação séries, filmes, concertos, talk shows, reality shows, documentários biográficos e conteúdos originais. O canal FashionTV foi relançado pela BoxBrazil em setembro de 2012.
A Sky Brasil substituiu o Glitz*, no dia 15 de novembro de 2014, pelo canal Boomerang.
Em 28 de abril de 2015 foi substituido pelo TNT Séries em algumas operadoras que carregam o sinal do Glitz*.'
Saiu definitivamente do ar no dia 5 de abril de 2016, tendo o sinal da NET e Claro TV interrompido. Descontinuado no Brasil, o canal foi substituido na Claro TV e na NET pela FishTV, que já estava disponível antes da saída do Glitz*.
Em 21 de dezembro de 2023, a operadora costa-riquenha Liberty anunciou o encerramento dos canais Glitz* e I.Sat para o resto do continente em 29 de fevereiro de 2024.

## Programação

### Programas Originais
- Update
- Cine Glitz*
- Criadores de Mitos
- Estilo Brasil (visto somente no Brasil)
- Fashion Splash
- Fashion Mag
- Fashion Mix
- Glam
- Lado H
- Minha Vida é a Minha Cara
- Nomes da Moda (visto somente no Brasil)
- On Top
- Project Runway Latin America (não visto no Brasil)
- Um Dia Com...
- Taste It
- Sexo no Sofá (visto somente no Brasil)[4]

### Programas não-originais
- Artists Den
- The Creators Project
- The Fashion Show
- Gossip Girl
- Iconoclastas
- Live from Abbey Road
- The Marriage Ref
- MasterChef USA
- The Millionaire Matchmaker
- My City_My Life
- Peter Perfect
- The Rachel Zoe Project
- School of Saatchi
- Spain... on the Road Again
- Take Away My Takeaway
- The O.C.
- Hart of Dixie

### Séries
- The O.C. (2011-2012)
- Gossip Girl (2011-2014)
- Hart of Dixie (2012-2014)
- The Carrie Diaries (2013-2014)
- The Lying Game (2013-2014)
- Pretty Little Liars (2013-2014)